# Виртуелна визит-карта
Виртуелна визит-карта (такође позната као VCF, Virtual Contact File) је стандардни формат датотеке за електронске визит-карте. Виртуелне визит-карте се могу прикључити е-порукама, слати путем услуге за слање мултимедијалних порука (MMS), користити на интернету, у апликацијама за инстант поруке, NFC уређајима или QR кодовима. Они могу садржати информације као што су име и адреса, телефонски бројеви, е-поруке, URL адресе, логотипи, фотографије и аудио записи.
Виртуелна визит-карта се користи као формат за размену података у контактима паметних телефона, личним дигиталним асистентима (PDA), системима за управљање личним информацијама (PIM) и системима за управљање односима са клијентима (CRM). За потребе размене ових података, развијене су и предложене варијанте виртуелних визит-картица, као што су представе у XML формату, JSON формату или путем веб страница.

## Преглед
Стандардни интернет медијски тип (MIME тип) за виртуелну визит-карту се мењао са сваком верзијом спецификације.
Виртуелне визит-карте могу бити уграђене у веб странице.
RDFa са vCard Онтологијом може се користити у HTML-у и различитим језицима из XML породице, као што су SVG (енгл. Scalable Vector Graphics) и MathML (енгл. Mathematical Markup Language).

## Повезани формати
jCard, „JSON формат за виртуелну визит-карту“, је предлог стандарда из 2014. описан у RFC 7095. RFC 7095 дефинише метод без губитка за представљање инстанци у JSON формату, користећи низове парова ознака и вредности које зависе од редоследа. Виртуелна визит-карта је интегрисана у неколико других протокола, укључујући RDAP, Протокол за приступ базама података белих зона (PAWS, описан у RFC 7545), и SIP, који (преко RFC 8688) користи jCard за пружање контакт информација за оператера посредника који је одбио позив.
hCard је микроформат који омогућава уграђивање виртуелне визит-карте у HTML страницу. Он користи CSS класе за идентификацију сваког својства виртуелне визит-карте. Уобичајене HTML ознаке и CSS стилизовање могу се користити заједно са hCard класама без утицаја на способност странице да се анализира помоћу hCard анализатора. h-card је ажурирање микроформата (microformats2) за hCard.
MeCard је варијација виртуелне визит-карте коју је развио NTT DoCoMo за паметне телефоне који користе QR кодове. Користи сличну синтаксу, али на компактнији начин, јер је простор за складиштење у QR кодовима ограничен. MeCard је ограничен и количином података који могу бити сачувани, не само стандардом, већ и величином QR кодова.

## Пример
Пример једноставне виртуелне визит-карте (према RFC 6350 из августа 2011. године, скраћено):
```
BEGIN:VCARD
 VERSION:4.0
 FN:Simon Perreault
 N:Perreault;Simon;;;ing. jr,M.Sc.
 BDAY:--0203
 GENDER:M
 EMAIL;TYPE=work:simon.perreault@viagenie.ca
 END:VCARD
```

Ово је виртуелна визит-карта за „Simon Perreault“ (аутора RFC 6350), са његовим датумом рођења (без године), адресом е-поште и полом.

## Својства
Виртуелна визит-карта дефинише следеће типове својстава.
Све виртуелне визит-карте почињу са BEGIN:VCARD и завршавају са END:VCARD. Свака виртуелна визит-карта мора садржати својство VERSION, које одређује верзију визит-карте. VERSION мора бити одмах након BEGIN, осим у стандардима vCard 2.1 и 3.0, где може бити на било ком месту у визит-карти. У супротном, остала својства могу бити дефинисана произвољним редоследом.
| Назив        | Присутност својства | Присутност својства | Присутност својства | Опис | Пример |
| Назив        | .Y. 2.1             | .Y. 3.0             | .Y. 4.0             | Опис | Пример |
| ------------ | ------------------- | ------------------- | ------------------- | --- | --- |
| ADR          | Опционо             | Опционо             | Опционо             | Структурирани приказ физичке адресе испоруке за vCard објекат. | ADR;TYPE=home:;;123 Main St.;Springfield;IL;12345;USA |
| AGENT        | Опционо             | Опционо             | Недефинисано        | Информације о другој особи која ће деловати у име виртуелне визит-карте. То може бити администратор области, асистент или секретар особе. Информације могу бити представљене као URL или уграђени vCard.                                            | AGENT:http://mi6.gov.uk/007 |
| ANNIVERSARY  | Недефинисано        | Недефинисано        | Недефинисано        | Дефинише годишњицу особе. | ANNIVERSARY:19901021 |
| BDAY         | Опционо             | Опционо             | Опционо             | Датум рођења особе повезане са визит-картицом. | BDAY:19700310 |
| BEGIN        | Обавезно            | Обавезно            | Обавезно            | Све визит-картице морају почети овим својством. | BEGIN:VCARD |
| CALADRURI    | Недефинисано        | Недефинисано        | Опционо             | URL који се користи за слање захтева за заказивање у календару особе. | CALADRURI:http://example.com/calendar/jdoe |
| CALURI       | Недефинисано        | Недефинисано        | Опционо             | URL до календара особе. | CALURI:http://example.com/calendar/jdoe |
| CATEGORIES   | Недефинисано        | Опционо             | Опционо             | Листа „ознака“ које се могу користити за описивање објекта представљеног овом визит-картицом. | CATEGORIES:swimmer,biker |
| CLASS        | Недефинисано        | Опционо             | Недефинисано        | Описује осетљивост информација у визит-картици. | CLASS:public |
| CLIENTPIDMAP | Недефинисано        | Недефинисано        | Опционо             | Користи се за синхронизацију различитих ревизија исте визит-картице. | CLIENTPIDMAP:1;urn:uuid:3df403f4-5924-4bb7-b077-3c711d9eb34b |
| EMAIL        | Опционо             | Опционо             | Опционо             | Адреса за комуникацију електронске поште са објектом. | EMAIL:johndoe@hotmail.com |
| END          | Обавезно            | Обавезно            | Обавезно            | Све визит-картице морају да се завршавају овим својством. | END:VCARD |
| FBURL        | Недефинисано        | Недефинисано        | Опционо             | Дефинише URL који показује када је особа „слободна“ или „заузета“ у свом календару. | FBURL:http://example.com/fb/jdoe |
| FN           | Опционо             | Обавезно            | Обавезно            | Форматирани низ имена повезан са објектом. | FN:Dr. John Doe |
| GENDER       | Недефинисано        | Недефинисано        | Опционо             | Дефинише пол особе. | GENDER:F |
| GEO          | Опционо             | Опционо             | Опционо             | Одређује географску ширину и дужину. | 2.1, 3.0: GEO:39.95;-75.1667 4.0: GEO:geo:39.95,-75.1667 |
| IMPP         | Недефинисано        | Можда               | Опционо             | Ово својство је представљено у посебном RFC-у када је најновија верзија визит-картице била 3.0. Стога, 3.0 визит-картице могу користити ово својство без другачијег декларисања.                                                                    | IMPP:aim:johndoe@aol.com |
| KEY          | Опционо             | Опционо             | Опционо             | Јавни кључ за шифровање повезан са визит-картицом. Може да указује на спољни URL, може бити обичан текст или може бити уграђен у визит-картицу као Base64 кодирани блок текста.                                                                     | 2.1: KEY;PGP:http://example.com/key.pgp 2.1: KEY;PGP;ENCODING=BASE64:[base64-data] 3.0: KEY;TYPE=PGP:http://example.com/key.pgp 3.0: KEY;TYPE=PGP;ENCODING=b:[base64-data] 4.0: KEY;MEDIATYPE=application/pgp-keys:http://example.com/key.pgp 4.0: KEY:data:application/ pgp-keys;base64,[base64-data]                 |
| KIND         | Недефинисано        | Недефинисано        | Опционо             | Дефинише тип ентитета који ова визит-картица представља: 'апликација', 'појединац', 'група', 'локација' или 'организација'; 'х-*' вредности се могу користити у експерименталне сврхе.                                                              | KIND:individual |
| LABEL        | Опционо             | Опционо             | Укључено без        | Представља стварни текст који треба ставити на поштанску налепницу приликом испоруке физичког пакета особи/објекту повезаном са визит-картом. Није подржано у верзији 4.0.                                                                          | LABEL;TYPE=HOME:123 Main St.\nSpringfield, IL 12345\nUSA |
| LANG         | Поменуто            | Недефинисано        | Опционо             | Дефинише језик који особа говори. | LANG:fr-CA |
| LOGO         | Опционо             | Опционо             | Опционо             | Слика или графика логотипа организације која је повезана са особом којој визит-картица припада. Може да указује на спољни URL или може бити уграђен у визит-картицу као Base64 кодирани блок текста.                                                | 2.1: LOGO;PNG:http://example.com/logo.png 2.1: LOGO;PNG;ENCODING=BASE64:[base64-data] 3.0: LOGO;TYPE=PNG:http://example.com/logo.png 3.0: LOGO;TYPE=PNG;ENCODING=b:[base64-data] 4.0: LOGO;MEDIATYPE=image/ png:http://example.com/logo.png 4.0: LOGO;ENCODING=BASE64;TYPE=PNG:[base64-data]                           |
| MAILER       | Опционо             | Опционо             | Недефинисано        | Тип коришћеног програма за е-пошту. | MAILER:Thunderbird |
| N            | Обавезно            | Обавезно            | Опционо             | Структурирана представка имена особе, места или ствари повезаних са визит-картицом. Структура подразумева раздвајање елемената тачком и зарезом у следећем редоследу: презиме, лично име, додатна/средња имена, почасни префикси и почасни суфикси. | N:Doe;John;;Dr; |
| NAME         | Недефинисано        | Опционо             | Недефинисано        | Обезбеђује текстуалну репрезентацију својства SOURCE. | |
| NICKNAME     | Недефинисано        | Опционо             | Опционо             | Једно или више описних или познатих имена за објекат који представља ову визит-картицу. | NICKNAME:Jon,Johnny |
| NOTE         | Опционо             | Опционо             | Опционо             | Наводи додатне информације или коментар који је повезан са визит-картицом. | NOTE:I am proficient in Tiger-Crane Style,\nand I am more than proficient in the exquisite art of the Samurai sword. |
| ORG          | Опционо             | Опционо             | Опционо             | Име и, по потреби, јединица(е) организације повезане са визит-картицом. Ово својство се заснива на атрибутима X.520 Organization Name и X.520 Organization Unit.                                                                                    | ORG:Google;GMail Team;Spam Detection Squad |
| PHOTO        | Опционо             | Опционо             | Опционо             | Слика или фотографија особе повезане са визит-картицом. Може бити локација на спољни URL или уграђена у визит-картице као Base64 кодирани текстуални блок.                                                                                          | 2.1: PHOTO;JPEG:http://example.com/photo.jpg 2.1: PHOTO;JPEG;ENCODING=BASE64:[base64-data] 3.0: PHOTO;TYPE=JPEG; VALUE=URI:http://example.com/photo.jpg 3.0: PHOTO;TYPE=JPEG;ENCODING=b:[base64-data] 4.0: PHOTO;MEDIATYPE=image/jpeg: http://example.com/photo.jpg 4.0: PHOTO;ENCODING=BASE64;TYPE=JPEG:[base64-data] |